# Jesse Leland Grismer
Jesse Leland Grismer (* 9. März 1983 in Kalifornien) ist ein US-amerikanischer Herpetologe. Er ist wissenschaftlicher Mitarbeiter an der Abteilung für Biowissenschaften an der Auburn University und am La Kretz Center for Californian Conservation Science an der University of California, Los Angeles.

## Leben
Jesse Grismer ist der Sohn des Herpetologen Larry Lee Grismer und seiner Frau Marta. Im Jahr 2007 erlangte er den Bachelor of Science in Biowissenschaften an der Louisiana State University. Im Jahr 2010 graduierte er zum Master of Science in Biologie an der Villanova University. Im August 2016 wurde er mit der Dissertation The Fragmentation of Gondwanaland: Influence on the Historical Biogeography and Morphological Evolution within Dragon Lizards (Squamata: Agamidae) zum Ph.D. an der University of Kansas promoviert.
Zu Grismers Forschungsschwerpunkten zählen die Entdeckung und Erforschung neuer Arten in Zentralasien und im Südpazifik, die Schuppenmusterung bei Giftnattern, Boas und Skinken sowie deren Verbreitung und Kolonisierung zwischen südpazifischen Archipelen, die Entwicklung der Parthenogenese bei südostasiatischen Schmetterlingsagamen sowie die Naturschutzgenetik der Herpetofauna in Südkalifornien.
In den Jahren 2002 und 2003 wirkte er als herpetologischer Berater an zwei Projekten der World Wildlife Federation of Malaysia (WWF in Malaysia) mit, zum einen bei herpetologischen Erkundungen in den Cameron Highlands und in den Genting Highlands im Bundesstaat Pahang, im Ulu-Muda-Wald im Bundesstaat Kedah sowie bei der Erkundung der Herpetofauna im Temengor Forest Reserve im Bundesstaat Perak.
Jesse Grismer beschrieb gemeinsam mit seinem Vater Arten aus den Gattungen Acanthosaura, Cnemaspis, Cyrtodactylus, Gyiophis, Hemiphyllodactylus, Larutia, Leiolepis, Lygosoma, Pseudocalotes, Trimeresurus und Tytthoscincus. Mit Aaron M. Bauer beschrieb Grismer im Jahr 2009 die Gekkoart Gekko russelltraini.
Grismer ist Mitglied der Society for the Study of Amphibians and Reptiles.
Im Jahr 2002 hatte Grismer einen Auftritt in der Fernsehserie Snake Wranglers von National Geographic Television. Gemeinsam mit seinem Vater wirkte er im Jahr 2004 in der Dokumentation Reptile Kings: Search for the Lost Viper des Senders Animal Planet mit.